# Troféu Joan Gamper de 2015
O Troféu Joan Gamper de 2015 foi a quinquagésima edição do evento, como sempre realizado na Espanha. A competição foi disputada no dia 05 de agosto, e o adversário do Barcelona foi o Roma da Itália.

## Jogo
| 05 de agosto | Barcelona                            | 3 – 0 | Roma | Camp Nou, Barcelona |
| 17:00 UTC−3  | Neymar 26' · Messi 41' · Rakitić 66' |       |      |                     |

| Barcelona | Roma |